# Дунајска Лужна
Дунајска Лужна (слч. Dunajská Lužná) насељено је мјесто са административним статусом сеоске општине (слч. obec) у округу Сењец, у Братиславском крају, Словачка Република.

## Становништво
| Година:    | 1994. | 2004.    | 2014.    | 2024.    |
| ---------- | ----- | -------- | -------- | -------- |
| Број људи: | 2808  | 3136     | 5536     | 8096     |
| Разлика:   |       | +11,68 % | +76,53 % | +46,24 % |

| Година:    | 2023. | 2024.   |
| ---------- | ----- | ------- |
| Број људи: | 8014  | 8096    |
| Разлика:   |       | +1,02 % |

Према подацима о броју становника из 2011. године насеље је имало 4.636 становника.